# پلیتویل (کلرادو)
پلیتویل (به انگلیسی: Platteville) شهری در ایالت کلرادو کشور ایالات متحده آمریکا است که جمعیت آن در سرشماری سال ۲۰۱۰ میلادی، ۲٬۴۸۵ نفر بوده‌است.